# Cynthia Kuhn
Pour les articles homonymes, voir Kuhn.
Cynthia Kuhn, né en 1965, est une femme de lettres américaine, auteure de roman policier.

## Biographie
Cynthia Kuhn publie en 2016 son premier roman, The Semester of Our Discontent, avec lequel elle est lauréate du prix Agatha 2016 du meilleur premier roman. C'est le premier volume d'une série mettant en scène Lila Maclean, un professeur d'anglais à l'université Stonedale, près de Denver.

## Œuvre

### Romans

#### SérieLila Maclean
- The Semester of Our Discontent (2016)
- The Art of Vanishing (2017)
- The Spirit in Question (2018)
- The Subject of Malice (2019)
- The Study of Secrets (2020)

### SérieLucy et Emma Starrs
- How to Book a Murder (2021)
- In the Event of Murder (2024)

### Nouvelle
- There Comes a Time (2022)

## Prix et distinctions

### Prix
- Prix Agatha 2016 du meilleur premier roman pour The Semester of Our Discontent[1]

### Nominations
- Prix Lefty 2018 du meilleur roman de mystère humoristique pour The Art of Vanishing[2]
- Prix Lefty 2019 du meilleur roman de mystère humoristique pour The Spirit in Question[2]
- Prix Agatha 2019 de la meilleure nouvelle pur The Blue Ribbon[1]
- Prix Lefty 2020 du meilleur roman de mystère humoristique pour The Subject of Malice[2]
- Prix Lefty 2021 du meilleur roman de mystère humoristique pour The Study of Secrets[2]
- Prix Lefty 2022 du meilleur roman de mystère humoristique pour How to Book a Murder[2]
- Prix Agatha 2022 de la meilleure nouvelle pour There Comes a Time[1]